# إيرفينغ ويدمر بيلي
ايرفينغ فيدمر بيلي (بالإنجليزية: Irving Widmer Bailey)‏ (15 أغسطس 1884 - 16 مايو 1967) عالم نبات أمريكي .